# Lék pod kůží
Lék pod kůží (Mladá fronta, 1988), prvotina Zdeňka Hanky je soubor čtyř povídek z lékařského prostředí.
První z nich „Hoďte na mě síť“ zobrazuje vývoj psychopatické osobnosti z pohledu pacienta samotného.
Příběh věčného smolaře, stojícího před velkým objevem zachycuje druhá povídka „Příležitost“.
Třetí „Lék pod kůží“ hovoří na pozadí střetu dvou lékařských pohledů o toleranci.
A poslední „Ivanka“ popisuje sílu veřejného mínění proti jednotlivci.
Všechny čtyři povídky jsou nečekaně pointované. Doslov napsal Jaroslav Veis.

## Děj
Hoďte na mě síť – Medik Jiří Petrák se podobně jako jeho ostatní spolužáci účastní Studentské odborné vědecké činnosti. Tématem diagnostického rtg záření je zaujat natolik, že jeho veškeré soustředění je teď stahováno ke zkoumání zbytkového záření všude v prostředí. Nikdo z jeho okolí nepostřehne, že jeho zájem přerůstá v posedlost a Petrák ztrácí postupně objektivitu. Začíná se izolovat a protože předpokládá nepochopení ze strany odborné i laické veřejnosti, začíná komunikovat sám se sebou a to i písemně. Promuje a přehlédnut dostává se do nemocničního prostředí mezi pacienty.
Příležitost – Doktor Vávra je běžný sekundář, kterého provází obecná smůla. Přitahuje nepříjemnosti a nedorozumění, ačkoli se nedopouští ničeho jiného, než jeho kolegové a přátelé. Zcela náhodou mu však přihraje osud pozorování na jednom ze svých pacientů, které se stává zárodkem velkého objevu, z hlediska medicíny dějinného významu. Jde za svým objevem a blíží se skutečnému ocenění svého přínosu k léčení závažného onemocnění.
Lék pod kůží – Na běžné kožní oddělení nastupuje mladý stážista z Indie. Přináší s sebou nejen jiné praktiky ve smyslu léčení, ale především odlišný přístup k pacientovi. Naráží brzy na zástupce primáře, který s nelibostí nese, že mladý jemu i ostatním přetahuje klientelu. Zástupce primáře Richter začíná vést proti indickému kolegovi skrytý boj, intrikuje a připravuje pasti. Navenek je jeho dobrým poradcem a vstřícným učitelem. Kolize se stupňuje a Richter přistoupí k otevřené konfrontaci.
Ivanka – Doktor Kasal je zkušený, velmi oblíbený starý pediatr, obvodní lékař, který je na prahu důchodového věku. Zná svou praxi, ze své ordinace zná podrobně všechny děti a také jejich rodiče, kteří bývali také jeho pacienty. Běžná orientační prohlídka dětí před odjezdem do Školy v přírodě, zasazená do řetězu dalších povinností doktora Kasala, znamená obrat. Mezi dětmi je holčička, která je vážně nemocná a se svým onemocněním je puštěna na Školu v přírodě. Povídku Ivanka namluvil na zvukovou kniha Richard Honzovič.
Na námět povídky Lék pod kůží napsal dramaturg České televize Eduard Verner televizní hru. Základní linka je postavena na konfrontaci dvou životních stylů. Český lékař, kterého ztvárnil Ladislav Mrkvička, prezentuje ten uspěchaný, povrchní a vedoucí k odcizení, naopak klidný, rozvážný a vycházející z kořenů východní filozofie představuje v roli indického lékaře Martin Dejdar. Konfrontace zdánlivě úspěšného padesátníka nastupujícího do funkce primáře a absolventa medicíny právě uvedeného do praxe je v režii J. Semschové vedené ve zjednodušující vtipné nadsázce.

## Osoby
- Český lékař – Ladislav Mrkvička
- Indický lékař – Martin Dejdar

## Recenze
- Martin Pilař – Kmen 52/1988